# Битка при Монте Касино
Битката при Монте Касино от 17 януари до 18 май 1944 година е битка в района на хълма Монте Касино в Италия по време на Италианската кампания на Втората световна война.
Тя е последният и успешен опит на Съюзниците да пробият в нейния югозападен край германската отбранителна Линия „Густав“, която блокира настъплението им в продължение на месеци. Съюзническите сили включват главно британски и американски части, със значителни подкрепления от „Свободна Франция“, Полша, Канада, Нова Зеландия, Южноафриканския съюз и Италия. Битката включва четири последователни сражения, в които Съюзниците успяват с цената на тежки загуби да пробият Линията „Густав“, изтласквайки германците далеч на север, до Готската линия.